# Basilika San Juan de Ávila

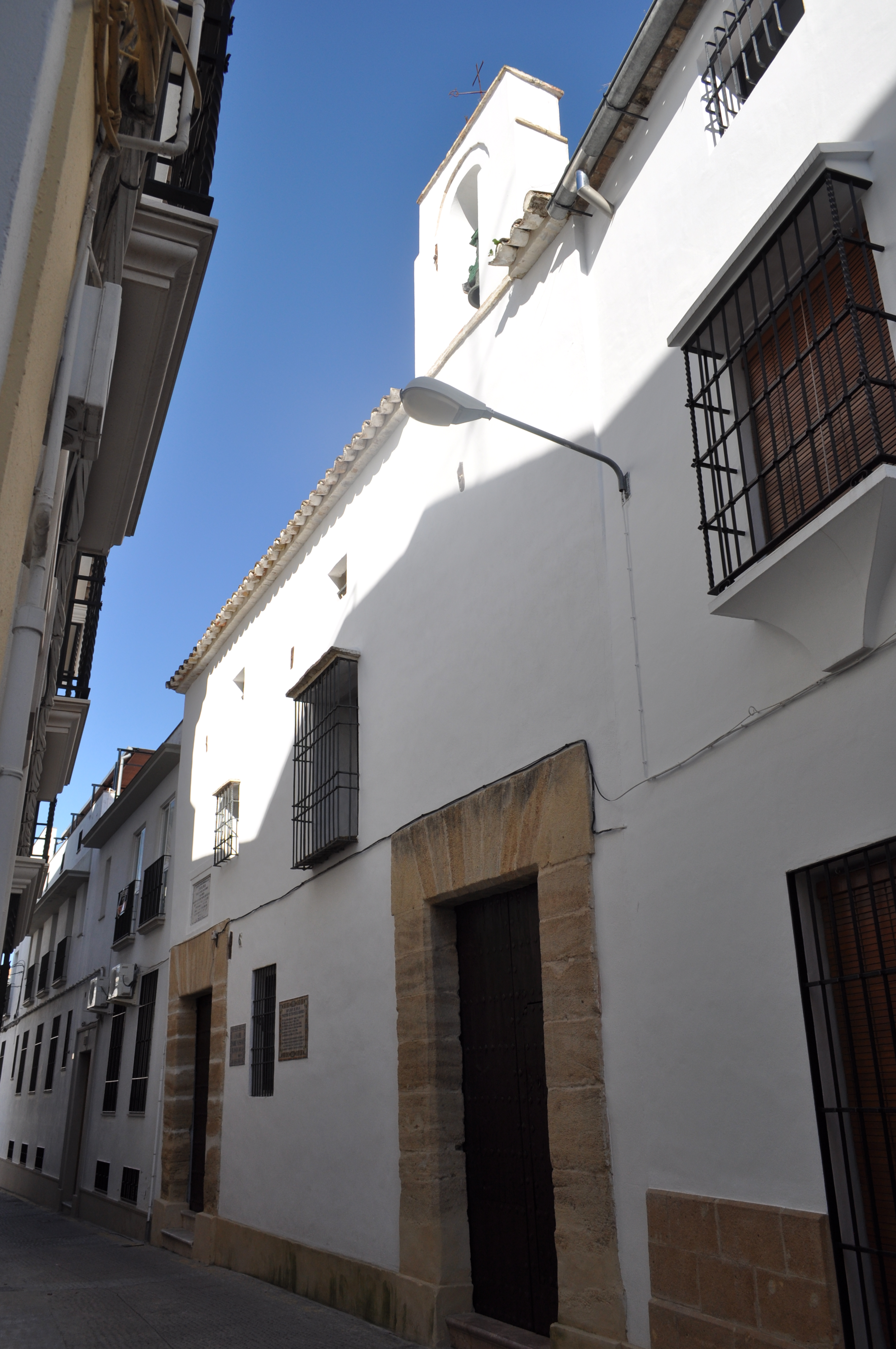
Basilika San Juan de Ávila

Die Basilika San Juan de Ávila ist eine Kirche in Montilla in der andalusischen Provinz Córdoba, Spanien. Die Pfarr- und Wallfahrtskirche des Bistums Córdoba ist dem hier beigesetzten Kirchenlehrer Juan de Ávila gewidmet, er ist der Schutzheilige des spanischen Weltklerus. Der Bau der Kirche wurde im 18. Jahrhundert im Stil des Klassizismus begonnen und nach einer langen Unterbrechung erst im 20. Jahrhundert fertiggestellt. 

## Geschichte
Die ursprüngliche Inkarnationskirche eines Jesuitenkollegs wurde 1568 mit Hilfe der Markgrafen von Priego, der Vermittlung von Francisco de Borja und im Beisein von Juan de Ávila gegründet, der darum bat, in ihr begraben zu werden, was auch geschah.
Da die Kirche zu klein wurde, beschlossen die Jesuiten 1726 den Bau einer größeren Kirche im typischen Jesuitenstil, aber die Arbeiten waren nicht beendet, als die Jesuiten 1767 vertrieben wurden. Nach der Desamortisation unter Juan Álvarez Mendizábal ging sie in Privatbesitz über, bis Francisco de Alvear y Gómez de la Cortina, VI. Graf von Cortina, ein großer lokaler Kunstmäzen, das Grundstück und das Gebäude kaufte und die Kirche fertigstellte, wobei er den Bauplan der Jesuitenkirche beibehielt und sie der Gesellschaft Jesu schenkte, die sie 1944 für den Gottesdienst öffnete. Papst Benedikt XVI. erhob die Kirche 2012 in den Rang einer Basilica minor.

## Beschreibung
Im Inneren befindet sich neben dem Grab des Heiligen Johannes von Avila auch ein Grab des Hauses Aguilar. Zu den Gemälden gehören ein Schutzengel, der Juan de Valdés Leal zugeschrieben wird, ein Heiliger Dominikus, der Francisco de Zurbarán zugeschrieben wird, eine Jungfrau des Friedens von einem anonymen Künstler des 16. Jahrhunderts und mehrere, die Vicente López zugeschrieben werden.